# ذراع الحاجب

تعديل مصدري - تعديل

ذراع الحاجب هي إحدى قرى عزلة القارة بمديرية رصد التابعة لمحافظة أبين، بلغ تعداد سكانها 61 نسمة حسب تعداد اليمن لعام 2004.